# 47. pehotna divizija (Avstro-Ogrska)
47. pehotna divizija je bila pehotna divizija avstro-ogrske skupne vojske, ki je bila aktivna med prvo svetovno vojno.

## Zgodovina
Divizija je sodelovala v bojih na soški fronti.

## Organizacija
Maj 1914
- 4. gorska brigada
- 5. gorska brigada
- 14. gorska brigada
- 12. gorski artilerijski polk
- Samostojni gorski topniški divizion

## Poveljstvo
Poveljniki
- Friedrich Novak: avgust 1914 - januar 1915
- Viktor Weber von Webenau: januar 1915 - februar 1916
- Rudolf Braun: februar 1916 - februar 1917
- Franz Weiss-Tihany von Mainprugg: februar 1917 - november 1918